# ロシアにおけるマクドナルド
本項目では、ロシアにおけるマクドナルドについて説明する。1990年、ソビエト連邦の崩壊直前の時代に、ソ連の首都モスクワで、アメリカ合衆国のファストフードチェーンであるマクドナルドのソ連1号店が開店した。それから2022年までの32年間、マクドナルドはロシア連邦内で店舗を展開してきたが、2022年5月に完全な撤退が決まった。
1990年、マクドナルド・カナダはモスクワでマクドナルドの店舗を開店する許可を受けた。アメリカの象徴であるマクドナルドのソ連への進出は、ソ連で進行する経済改革の象徴とみなされた。その翌年にソ連は崩壊したが、崩壊後もマクドナルドのロシアでの事業は拡大した。2022年の時点で約800店舗があり、そのうち84%が直営店、それ以外がフランチャイズ店だった。
2022年2月のロシアのウクライナ侵攻の後もロシア国内でマクドナルドは営業を続けていたが、侵攻に対する批判の高まりをうけて、同年3月に全ての店舗が一時休業した。同年5月、マクドナルドはロシアから完全に撤退して店舗を売却することを決定した。これらの店舗の一部は「フクースナ・イ・トーチカ」の新ブランドのもとで同年6月に営業を再開した。

## 歴史

### 背景
1980年のモスクワオリンピック開催に伴い、モスクワでは西側諸国の観光客を受け入れることになったが、当時市内には観光客向けのファストフード店がなかった。AP通信は、「すなわちこれは、モスクワでは食事はちゃんとしたレストランで取らなければならないことを意味する。夕食も昼食も時間がかかるし、サービスや料理の質は店によってまちまちである」と報じた。モスクワでのオリンピック開催が決定した後の1976年から、マクドナルド・カナダは、オリンピック開催期間中に限定して主要会場であるルジニキ・スタジアムの近くにマクドナルドの簡易店舗をオープンさせることを検討していた。ソ連の雑誌『ノーヴォエ・ヴレーミャ』からの批判はあったものの、計画はモスクワオリンピック組織委員会との間でほぼ決定していた。しかし、1979年秋、モスクワ市長ウラジーミル・プロミスロフは、西側諸国の数百の企業を公式スポンサーとして認めたが、マクドナルドの店舗の設置については認めず計画は頓挫した。

### 進出

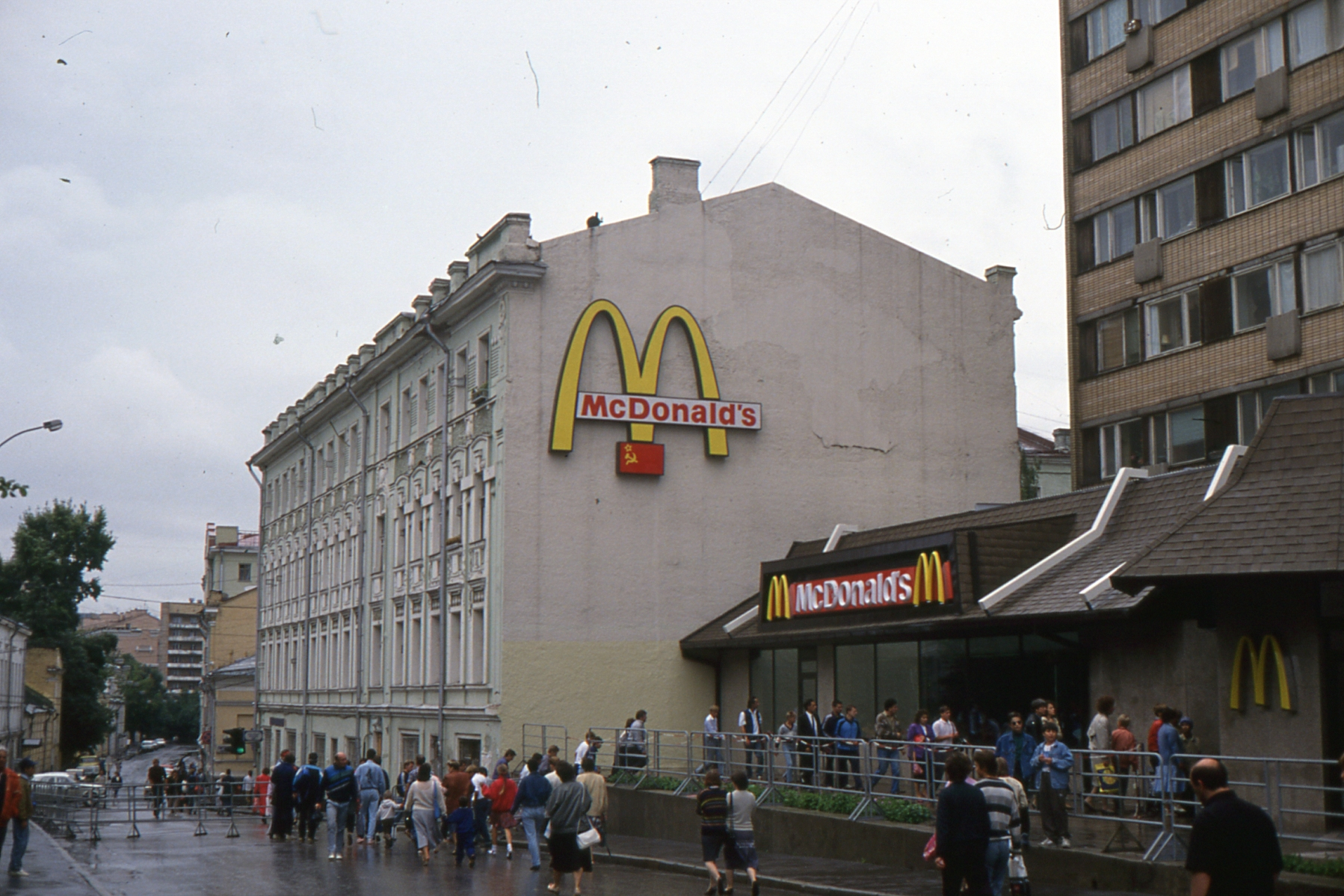
プーシキン広場の店舗（1991年）

ミハイル・ゴルバチョフ書記長は、1985年のペレストロイカ、1986年のグラスノスチなど、西側諸国からの投資を促進するための様々な政策を導入した。
マクドナルド・カナダの社長ジョージ・コーホンは、モスクワオリンピックで果たせなかったソ連への進出に再挑戦することを目指し、アメリカ本社から、カナダ法人がこのプロジェクトを主導して行う許可を得た。マクドナルド・カナダとモスクワ市議会が2つの予備協定に調印した後、コーホンは1987年11月にマクドナルドのソ連進出を発表した。従業員は全てソ連出身者とし、カナダ、イギリスでソ連出身者を50から75人雇用してモスクワに派遣するとした。この計画には、ソ連国内で肉が不足しており、品質を維持できないのではないかという懐疑的な意見もあった。
1990年1月31日、モスクワのプーシキン広場にソ連1号店がオープンした。約3万8千人の長い行列ができたが、これはマクドナルドにおける当時の記録を塗り替えるものだった。ソ連1号店は当時のマクドナルドで最大の店舗であったが、政治的な理由により、アメリカ本社の関与は最小限に抑えられた。支払いにはルーブルしか使えず、米ドルなどのハード・カレンシーは使えなかった。ソ連国内の物資不足のため、コーホンは、農場や包装などのサプライチェーンをソ連国内で独自に構築した。
開店翌年にソ連は崩壊したが、1997年までにマクドナルドはロシア全土で21店舗が開店した。コーホンは頻繁にロシアを訪問しており、1997年には1年で8回訪問した。

### ロシアのウクライナ侵攻

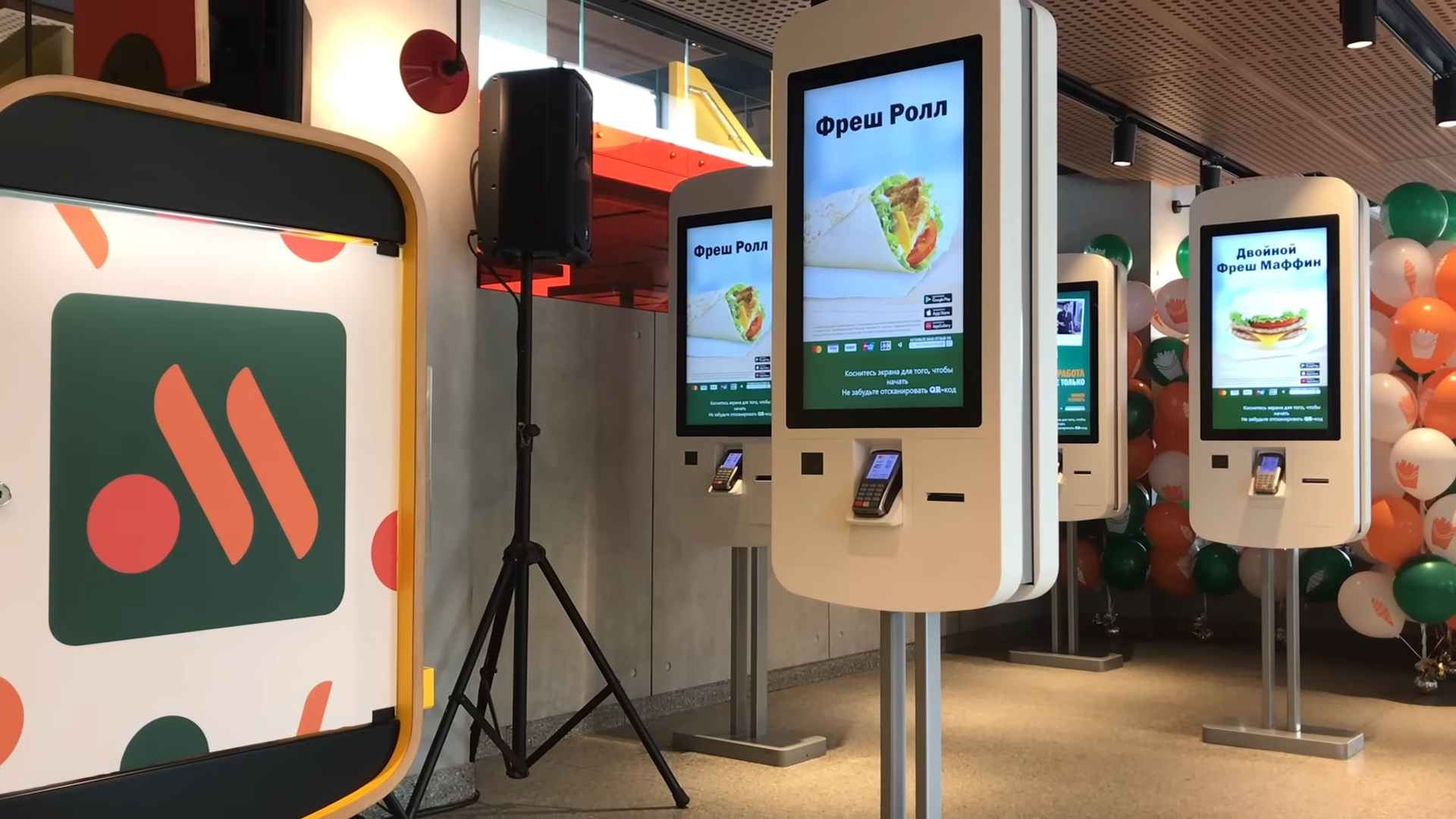
ロシアから完全撤退したマクドナルドより事業を引き継いで2022年6月12日に開店した「おいしい。ただそれだけ」という意味のフクースナ・イ・トーチカ。

2022年2月時点で、ロシア国内には800以上の店舗があり、62,000の従業員と数百の食材供給業者を擁し、毎日数百万人の顧客がいた。ウクライナには108の店舗があった。
2022年2月、ロシアのウクライナへの侵攻を受け、マクドナルドはウクライナ国内の全ての店舗を閉鎖しつつ、同国内の従業員への給与の支払いについては継続することを約束した。その後、ウクライナ国内の店舗については同年9月20日から一部の店舗と業務に限ってではあるが、順次営業を再開している。
ウクライナへの侵攻の後もロシア国内のマクドナルドは営業を続けていたが、ソーシャルメディアにおける非難を受けて、同年3月8日、マクドナルドはロシア国内の店舗の一時休業と、従業員への給与の支払いの継続を発表した。BBCのロシア担当デスクのスティーブ・ローゼンバーグは、マクドナルドのロシア1号店の開店が冷戦終結の象徴となったことを振り返り、ロシアのマクドナルドの閉店は「非常に象徴的」だと述べた。ロイターも、ロシア国内のマクドナルドが、「ソ連の崩壊と、アメリカの資本主義の繁栄」という「象徴的な意義」を持っていたと述べた。マクドナルド休業の報道を受けて、国家院議長のヴャチェスラフ・ヴォロージンが「マクドナルドが閉店を発表した。それは良い、閉店しろ! 明日には、マクドナルドではなくワーニャ伯父さんの店があるだろう」と言ったと報じられた。実際に、マクドナルドの"M"のロゴを横倒しにして線を引いた「ワーニャ伯父さん」の商標登録が出願された。
ロシアおよびウクライナのロナルド・マクドナルド・ハウスは、運営が継続された。
5月16日、マクドナルドはロシアから完全に撤退することを決定した。5月27日、マクドナルドがロシア国内の店舗をロシアにおけるフランチャイザーであるアレクサンドル・ゴボルに売却すると報じられた。6月12日および13日、モスクワ近郊の50店舗にて「フクースナ・イ・トーチカ」（ロシア語: Вкусно и точка）の新ブランドで営業を再開した。初日のハンバーガーの売り上げはマクドナルドの名で営業していた時代を大きく超える約12万個を記録した。フクースナ・イ・トーチカCEOのオレグ・パロイエフは、4-5年で国内マクドナルドの店舗数を超える目標を打ち立てるとともに、マクドナルド撤退後もマクドナルドのブランドを冠して営業している違法なフランチャイズ店の扱いについて課題としている。マクドナルドは15年間有効な売却したロシア事業の買戻し権について行使する考えは見せておらず、戦争の終結でマクドナルドがロシアに戻るかどうかの見通しは立っていない。